# Ollerton and Boughton
Ollerton and Boughton – miasto i civil parish w Anglii, w hrabstwie Nottinghamshire, w dystrykcie Newark and Sherwood. W 2011 civil parish liczyła 9840 mieszkańców.